# Bro (stacja kolejowa)

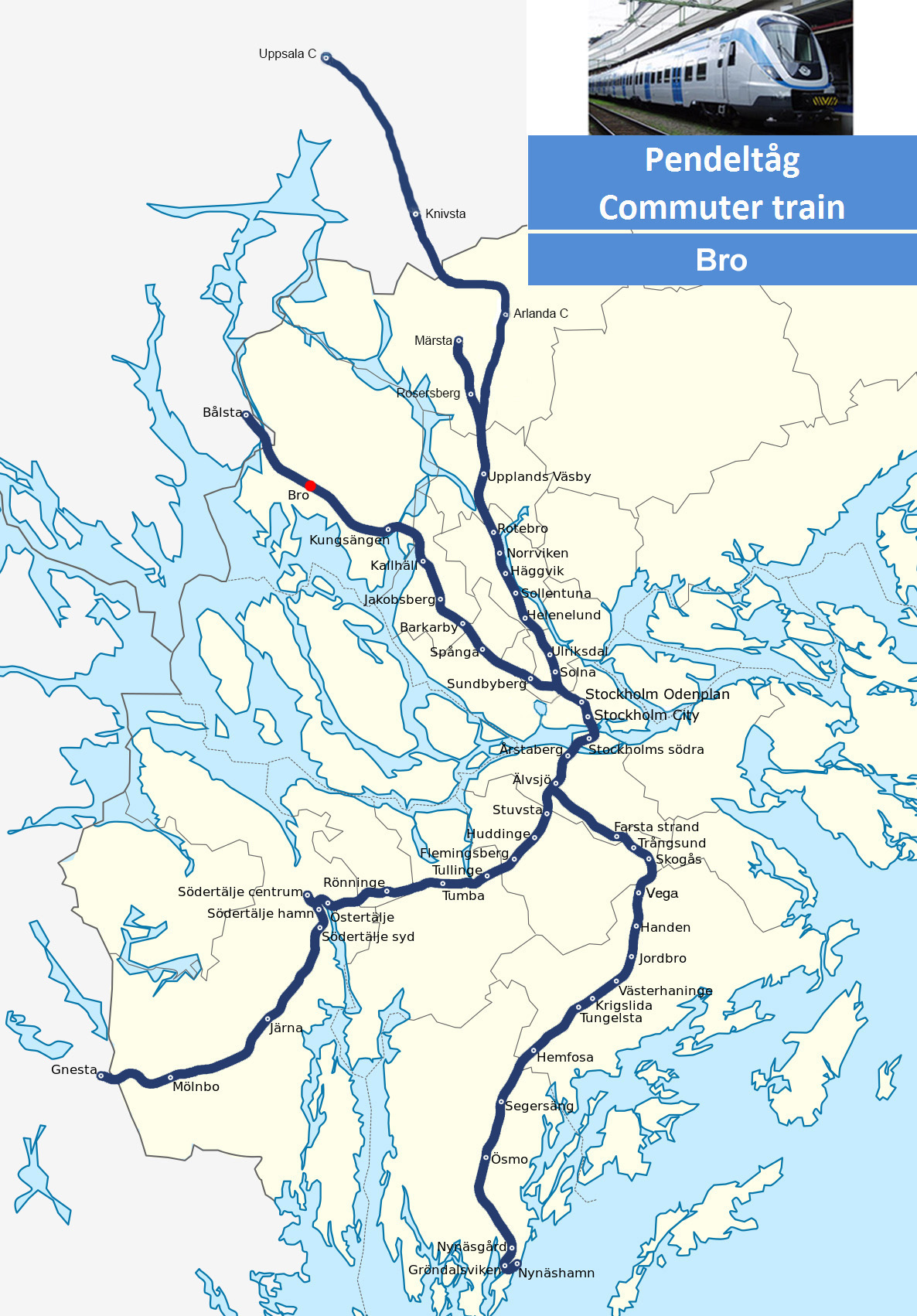
Położenie stacji na mapie

Bro (szwedzki: Bro station) – stacja kolejowa w Gminie Upplands-Bro, w regionie Sztokholm, w Szwecji. Została otwarta w 1876 roku i jest obsługiwana przez pociągi Stockholms pendeltåg.

## Linie kolejowe
- Mälarbanan